# Wolfgang Mayrhofer
Wolfgang Mayrhofer (ur. 24 maja 1958 w Klagenfurcie) – austriacki żeglarz sportowy. Srebrny medalista olimpijski z Moskwy.
Pływał w klasie Finn. Zawody w 1980 były jego jedynymi igrzyskami olimpijskimi. Pod nieobecność sportowców z wielu krajów tzw. Zachodu zajął drugie miejsce, wyprzedził go jedynie Fin Esko Rechardt.